# Wilno (Ontário)

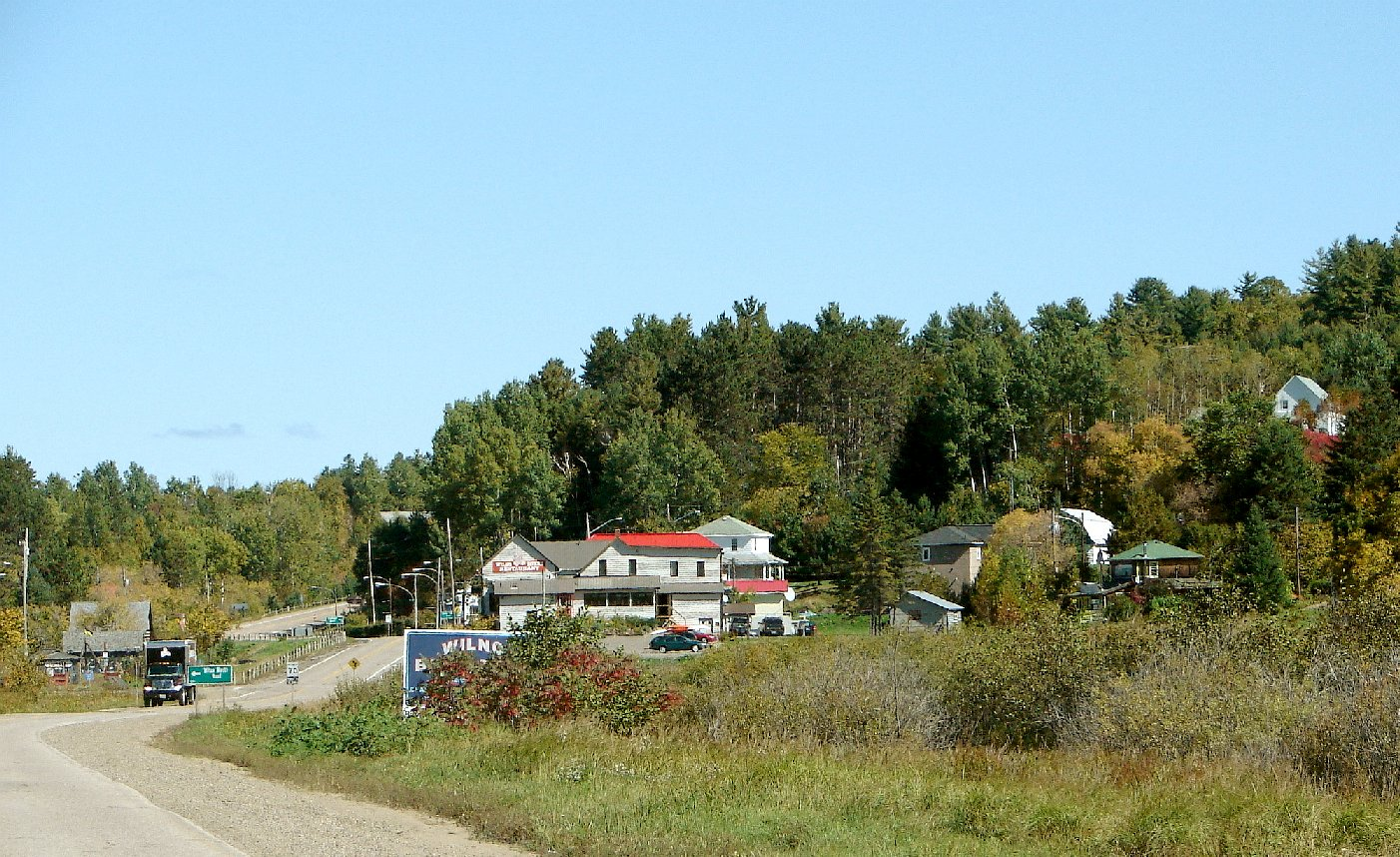
Wilno, Ontário.

Wilno é uma aldeia localizada no condado de Renfrew, Ontário, Canadá.